# Coccidiose
Coccidiose is een parasitaire infectie van het maag-darmkanaal van dieren. De ziekte wordt veroorzaakt door eencellige organismen (protozoa), in dit geval door parasieten van de orde Coccidia. Coccidia zijn parasitaire sporediertjes behorend tot de stam Apicomplexa. Er zijn verschillende genera met elk eigen species, die op verschillende plaatsen in de darm leven.
Coccidiose komt voor bij verschillende warmbloedige diersoorten, onder andere honden, katten, pluimvee, vee, en ook bij mensen. De veroorzakende organismen zijn meestal (dier)soortspecifiek en vormen geen risico voor andere diersoorten en/of de mens. Een uitzondering hierop is Toxoplasma gondii, de veroorzaker van toxoplasmose, die tussen verschillende dieren en de mens kan overgedragen worden (zoönose).
De organismen van het genus Eimeria komen algemeen voor en overleven in de omgeving in een vorm (oöcyst) die zeer bestand is tegen omgevingsinvloeden. Oöcysten kunnen na weken (in de mest) of maanden (in aarde) nog steeds infectieus zijn.
Symptomen: 
Diarree, eventueel met bloed, vochtverlies, vermagering, uitdroging, slapte en het dier ziet er ziek uit (lusteloos, opgezette vacht, doffe vacht, geen zin in eten).
De ziekte kan voorkomen worden door vaccinatie of behandeld worden met coccidiostatica, zoals clazuril, diclazuril, nicarbazine of toltrazuril.